# Acceed
ACCEED（アクシード）は、ゲイ向けアダルトビデオを制作・販売する日本のゲイビデオメーカーである。

## 概要
創立は2006年。本社は新宿区高田馬場
出張ホスト店「An independence」と業務提携しており、出演男優は同店の所属キャストが多い。
ジャニーズ系や体育会系のモデルを中心とした作品が多く、企画モノ（「ドピュッ！飛び出せ！男だらけの大運動会」や「ACCEEDオールスター感謝祭」等）やSM・スカトロモノを多く発売している。代表的なシリーズとして「Smash!!」や「イクぜ!!」がある。

## 主なシリーズ
- Smash!!
- IKUZE
- 悶絶少年
- Dance Dance Erolution
- メンコレキュート
- SchoolBoys
- アクスタ
- かわいい僕達を犯して
- the Mania
- オールスター感謝祭
- BLACK HOLE
- 猥褻24時シリーズ
- 女装っ子くらぶ
- ドッピュ!飛び出せ男だらけの水泳大会
- 監禁72時間
- ショタコン
- ぶらりちん道中